# 1819年恐慌
1819年恐慌（1819ねんきょうこう、英: Panic of 1819）は、アメリカ合衆国では初の平時金融危機であり、経済の全体的崩壊状況は1821年まで続いた。

## 概要
この恐慌によって、それまでのヨーロッパと交易する植民地という状態から、自由放任資本主義では必須となる金融と産業に比重が増していく動的な経済に転換されたことが自明になり、好況と不況のサイクルに見舞われるようになった 。ナポレオン戦争の後では地球規模の市場調整が進み、景気低迷の厳しさは、過剰な公有地投機と組み合わされ、銀行や企業から抑制無く発行される紙幣によって加速された。
第二合衆国銀行自体がこのインフレを呼ぶ行動に深く関わっており、1818年からその西部にある支店が貸付を急速に締め付け始めたことで、州立銀行債券市場の規制における曖昧さを補償しようとした。第二合衆国銀行の銀行券に相当する金貨を提供できなかったことで、州認証銀行は貸し付けを行っていた抵当の重い農園や事業用土地に対する取り立てを始めた。その後に続いた金融危機は、1817年にヨーロッパにおける農業生産が突然回復したことと組み合わされ、倒産が広がり、大勢の者が雇用を失った 。
金融危機と不況は銀行と企業に対する民衆の不満を掻き立て、連邦政府の経済政策に基本的な欠陥があるという考えが広がった。アメリカ人の多くはこのような事態を初めて経験する者であり、その地方経済の利益を守るために政治に関わるようになった 。この広がった不満は「旧」共和党員と同盟した民主共和党によって動員され、小さな政府、憲法の厳格な解釈、更に南部の卓越というジェファーソン流の原則に立ち戻ることになった。1819年恐慌は好感情の時代に終わりを告げ、ジャクソン流民主主義の興隆を招くことになった。
「新」共和党員とそのアメリカ・システム、すなわち保護関税、内国改良および第二合衆国銀行は厳しい批判に曝され、活発な弁護を必要とするようになった。

## 景気循環論の限界
アヘンをめぐる東洋の外交政策は少なからず恐慌に影響した。自由放任を前提とする市場調整が東洋まで及んだということはできない。1811年にシャムが、1813年に清国が、1824年に越南がアヘン取引を禁じている。1812年、英議会はイギリス東インド会社の交易活動を停止。1813年、特許条例が更新され、東インド会社はインド貿易の専売品目が茶だけになる。
ナポレオン戦争で疲弊したイギリスの資金を補うように、アメリカの資金も東インド会社に流れていた。それは、1832年にアメリカが越南に通商を要求していることから分かる。1833年に特許状が更新されて、東インド会社が対中貿易を自由に行えるようになるが、それまでは東洋の門戸をこじ開けるのに相当の資金が費やされた。

## 戦後のヨーロッパ再編とアメリカ経済: 1815年 - 1818年
アメリカ合衆国とイギリスは1814年12月24日にガン条約に調印し、米英戦争を終わらせた。イギリス政府はアメリカ合衆国に対するその重商主義政策を事実上終わらせ、自由貿易の発展とアメリカの広大な西部フロンティアの開放に向けた方向に備えた。
ヨーロッパはナポレオン戦争が終結した後、平時の生産と商業を再調整していたので、混乱の時代を経験していた。貨幣鋳造のための金属資源（すなわち金と銀）が不足したために、西洋全体で物価が下がっていた。イギリスは戦時の需要に十分対応できる工業生産能力があったことで利益を得ていたが、戦後のヨーロッパ大陸はあまりに荒れ果てていたので、イギリスの過剰な製品を吸収できなかった。さらにヨーロッパの農業生産は長い戦争で疲弊し、国民を食べさせていくことができない状態だった。アメリカ合衆国の経済もヨーロッパを苦しめた混乱と無縁ではなく、そこに1819年恐慌の根源があった。
アメリカの製造者は、低賃金労働者が生産し、競合する商品よりはるかに安く出てくるイギリス製品が殺到している事態に直面し、多くの工場が閉鎖を余儀なくされた。ヨーロッパ大陸の農業生産力は近年の戦争で弱っており、特に綿花、小麦、トウモロコシ、タバコなどアメリカの安定した生産力にとって新しい市場になった。農産物の価格が高騰し、アメリカ合衆国南部と西部で投機的な農地ブームが続き、政府による公有地販売の寛大な条件によって加速されていた。歴史家ジョージ・デンジャーフィールドは、「戦後アメリカ経済の全体は土地ブームに基づいていた」と見ている。インフレのバブルは1815年から1818年に掛けて成長し、世界の物価における一般的なデフレ傾向を打ち消していた。

## 規制の無い金融と共和制事業の必須事項
1811年に第一合衆国銀行の再認証が行われず、州立銀行に対する統制力が無くなった。信用を重視する共和主義者、すなわち起業家、銀行家、農夫は自由放任金融の必須事項をジェファーソン流自由至上主義の教えに適用した。すなわち、土地投機を「厳格な個人主義」とフロンティア精神と同一視した。民間銀行家やその同調者は、容易な貸付を制限する政府銀行の統制力など、地方の事業の利益性に脅威を与えるものを回避しまた抵抗しようとした。これに州が認証する銀行の大きな拡大が続いた。1811年に88だった認証機関は1815年に208になっており、その大半は大西洋岸中部の諸州だった 。
米英戦争の間（1812年-1815年）、アメリカ政府はこれら新銀行を貸付に向かわせ、紙幣の流通を奨励した。このやり方は、より保守的なニューイングランドの金融機関に正金を移すこととなり、新しい銀行からは正金保有量が無くなっていった。これに反応したアメリカ合衆国政府は、戦時の貸付を長引かせるために、州立銀行から正金の支払いを差し止めることに同意した。この措置は戦後も継続され、旧銀行も新銀行もその貨幣保存量に関係なく貸付で利益を上げることができた。これらインフレ施策の結果として投機バブルが形成され、経済の健全性には脅威を与えていた 。
1814年までに、新しい中央銀行と統制の再開を要求する声が、共和党指導層における強力な資本主義者と経済民族主義者の間から聞かれるようになっていた。

## 合衆国銀行の復活

### アメリカ・システム
民主共和党は米英戦争の終戦時に連邦党の崩壊によって、全国政府を支配できるようになっていた。伝統的ジェファーソン流農本主義教条の幾つか、特に憲法の厳格な解釈は、戦時に挙がってきた困難さ故に和らげられていた。それはインフラの無さ、規制のない銀行と工業製品の不足、さらに西方拡張に伴う膨大な天然資源開発の見込みだった。穏健な民族主義者の見解は、下院議長ヘンリー・クレイや下院議員ジョン・カルフーンが率いる新連邦主義者、いわゆる「新共和主義者」の間に広がっていた。アメリカ・システムと呼ばれた3部からなる計画は、連邦主義者が提案したハミルトンの計画を取り込み、「中央銀行の仕組みで安定した経済を生みだし、拡大を続ける交通と通信の網で刺激され、それらを通じて国産品が合衆国のどこにでも届けられること」を提案した。
アメリカ・システムの提唱者は、製造業を奨励するための保護関税、連邦政府の予算による内国改良、金融を規制するための第一合衆国銀行の復活を要求した。

### 資本家: アスター、ジラード、パリッシュ
米英戦争という試練の中で、アメリカ合衆国財務省は軍事費と戦時の歳入不足のために破産することを免れるため、1,600万米ドルの戦時債券発行を強いられた 。
資本家のスティーブン・ジラード、事業界の大立て者ジョン・ジェイコブ・アスター、商売人デイビッド・パリッシュは、これら政府の債券を買い上げ、国の信用を救った。彼等の影響力に、共和党員下院議員ジョン・カルフーンやヘンリー・クレイとの同盟を通じて、その債券を新しい合衆国銀行の株式に交換できるようにすることを提案して、投資の補完を求めた。
国務長官ジェームズ・モンローは銀行の復活を支持し、これら高く評価され共和党寄りの事業家を政府の財政操作に結びつけることを望んだ。南部と西部の共和党員は大西洋岸中部諸州の金権階級に加わり、全国的な通貨と信用の仕組みを民主化する目的で、ハミルトンの銀行メカニズムを支持した。
合衆国銀行支持派の下院議員ジョン・カルフーンは、連邦政府が全国的な通貨供給の一部として銀行貸付を規制する憲法上の義務があると強く主張した。1816年1月、カルフーンは下院で政府銀行を法人化する法案を提出した。この法案は1816年4月に下院を通過し、ジェームズ・マディソン大統領が署名して法制化された。
銀行に対する反対の声は2か所から挙がった。1つは「旧共和党員」であり、中央政府の拡大を個人の自由への攻撃、ジェファーソン流農本主義、州認証民間銀行業への妨害とみなし、紙幣は好んでいたものの、地方銀行への連邦政府の規制を反共和主義と考えた。これらの思想や利益はアンドリュー・ジャクソン政権（1829年-1837年）で中央銀行に対抗するものと位置づけられ、1833年までに制度そのものが壊されることになった。
第二合衆国銀行は20年間の認証で、1817年1月に運営を始めた。

### 中央銀行に対する新連邦主義者の思惑
合衆国銀行の復活には2つの主目的があった。1つは兌換性を再開することで、州認証銀行の戦後インフレ指向施策を逆転させることであり、2つめは普通の人でも銀行貸付を獲得できる機会を拡大し、事業を促進し、秩序立ち利益の出る西方拡大を実現することだった。
合衆国銀行の規制のメカニズムは、財務省のために預託機関として金融的任務を果たすことにあった。このために個人、事業者、輸入者が税金あるいは関税を払うときに、州立銀行の紙幣を受け入れた。中央銀行は直ちにこれら集金額を正金保有高で財務省に対して信用付けした。合衆国銀行は紙幣を発行した州立銀行が、要求に応じて金と銀でその紙幣を買い戻すことを期待しており、政府銀行に払い戻すいわゆる兌換性を期待していた。
州立銀行は支払能力を維持するために、紙幣を貸し出すことを抑制するのが理想だったが、合衆国銀行が重要な債権者になって、彼等の正金保有高を消費し尽くさせないよう利益を出す必要があった。これに失敗すると、第二合衆国銀行が理論的には正金で政府勘定を即座に清算することを拒んだ金融機関の銀行券に信用を与えなくなり、これが破産の筋書きとなる 。
中央銀行のインフレ貸付における直接の影響力は、その紙幣が政府への資金支払に使われる（すなわち税金と関税）認証銀行に限られていた。
第二合衆国銀行とその支店は、認証されていない貸付機関によって支払われたコマーシャル・ペーパーについて、ほとんどあるいは全く直接の支配権が無かった。すなわち「銀行を始めるために必要なのは...刷版、印刷機、紙であり、『教会、酒場、鍛冶屋』が適当な場所である」という状態だった。これら規制の無い信用機関は、特にヤマネコ銀行の地域において、規制された銀行体系を「ある程度取り入れる」ことになった。

## 恐慌への序曲: 1816年 - 1818年
アメリカ合衆国大統領ジェームズ・マディソンと財務長官アレクサンダー・ダラスは、1816年10月に、連邦が指名した銀行支配人の1人、ウィリアム・ジョーンズの合衆国銀行総裁昇格を承認した。マディソンの閣僚の1人だったジョーンズは、その昇格を銀行家としての技能よりも政治的な洞察力によるものと考えた。資本家で共同支配人のスティーブン・ジラードはジョーンズの昇進に当惑し、銀行のために私欲のない統率力を発揮することは難しいと心配した。事業家のジョン・ジェイコブ・アスターは、銀行の規制権限を有効に働かせるためにジョーンズの能力を疑った。
ジョーンズは、戦後の「全国的な活性」に従って、機関の資源を自由に拡大した。その株主に対しては大きな配当を生みだした。その銀行管理はクロウフォード長官の情け深い政策を反映しており、正金が全国的に少なくなったときに、認証銀行の手形で公有地の代金を受け取った。

### 第二合衆国銀行の挫折と妥協
第二合衆国銀行は、アメリカ合衆国財務省の金融機関として1817年1月に運営を始めた。2月20日以降、その認証によって求められる法定通貨で政府歳入を全て受け入れ始めることになっていた。
アメリカ合衆国は輸入が輸出を上回ったために正金が不足し、ペルーとメキシコの金と銀の資源も正金保有高を補充できなかった。その不足のために、銀行の法人化条件は貨幣と国債の組み合わせで、民間引受人が投資するようになった。さらに彼等は国債そのものを担保に銀行株の購入を認められた。第二合衆国銀行はその憲章のガイドラインの下で、その開業までに総額2,800万米ドルの正金獲得が予定されていたが、営業開始の時点で200万米ドル分しか集められず、1817年と1818年にロンドンの金融市場から不当に高い値段で正金を購入することを強いられ、銀行信用の重荷になった。
2月20日の兌換再開期日が近付くと、民間銀行（すなわち州認証銀行）は中央銀行の規制力に従うことを嫌がって、合衆国銀行との協力を保留し、非兌換紙幣の発行から得られる大きな利益を消した。1817年2月1日、ペンシルベニア州、ニューヨーク州、メリーランド州、バージニア州の銀行家協会が、新しい財務長官ウィリアム・H・クロウフォードおよび第二合衆国銀行総裁のウィリアム・ジョーンズと会合し、民間銀行に対する債権者としての役割を行使するために中央銀行の能力を下げる妥協を行った。
第二合衆国銀行の支配人はクロウフォード長官の許可を得て、7月1日まで州立銀行が保有する公的資金を集めることをしないと約束した。さらに銀行の与信枠を600万米ドルの割引で大幅に拡大することに合意し、その後に州の機関から公的負債を集めることとした。事実上中央銀行は民間銀行をその債権者に変え、合衆国銀行が規制機能を開始する数か月前に、その正金保有量から引き出すことを可能にしていた。これら「不吉な条件」の下で銀行は運営を開始し、その成功は既に危険な状態にあった。

### 第二合衆国銀行支店の貸付とフロンティアの土地ブーム
1817年に第二合衆国銀行の18支店が営業を開始し、フィラデルフィアの本店あるいは財務省からの監督はほとんど無い状態だった。この政策は好感情の時代に共和党員の間に広まった社会哲学から一部が来ており、貸付を共有し西部移住を奨励しようというものだった。
アメリカ合衆国政府は西部の公有地を1エーカー (4,000 m2) 2ドル（最低160エーカー、640,000 m2）で提供して移住を奨励したが、競売が遅れ、価格を少し上げる傾向にあった。支払条件は総額の4分の1を頭金として支払い、残りを4年間の年賦とした。5年間で全額を払えない時は没収された。公有地の負債は1815年の300万米ドルから、1818年の1,700万米ドルまで大きく膨らんだ。
財務省は土地代の支払いを、西部と南部の州立銀行が発行した紙幣で行うことを認めた。これらの機関は過剰に大きくなった貸付を裏付けるに足る正金を持っていないことが多かった。土地ブームが続く限り、財務省はその公有地販売に対して価値の下がった銀行券受入を余儀なくされ、戦時負債を償還するための政府の努力を難しくしたが、民間銀行が失敗を避ける役割もあった。
西部と南西部の支店が土地ブームの農夫と投機家に対して合衆国銀行券を過剰に発行すると、北部と東部の支店で銀行券を正金に換えることで、正金保有高を補充しようとした。このことで過剰な貸付のもう1つのサイクルが加速された。
第二合衆国銀行支店は山猫銀行の真似をして、その紙幣を大量に流通させたので、規制能力が無くなった。兌換のための手形を呈示することなしに公的資金を保持している州立銀行からの正金支払いを、責任を問われることなく要求できなくなった 。
恐慌の前に、不安定な経済状態、すなわち「急速な拡大、投機と山猫銀行」という綱領が南部と西部に広まったが、それらの地域では経済が崩壊した場合にその影響が最も厳しくなる所でもあった。
1818年7月までに第二合衆国銀行は2,240万米ドルを超える負債を負っており、その正金保有高は240万米ドルにしか過ぎず、10対1の比率だった。これは維持可能と考えられる5対1に対して2倍だった。

## 恐慌突入[101]
金融危機の開始は、1818年夏から急激な信用収縮が始まったときに、第二合衆国銀行が「引き金を引かれた」、「穴を開けられた」、「真っ逆さまに落とされた」など様々に表現していた 。
主要産品に関するフロンティアと海外市場の結びつきは、ヨーロッパが戦後の産品不足から回復し、1817年に豊作となったことで逆転した。アメリカの農園主や農夫はヨーロッパの需要に対応するために生産を拡大していたが、生産は増加しても農産物の価格が半分になっていた。南部の農園主は、イギリスが高値のアメリカ産綿花を回避する手段としてインド産綿花の輸入を始めた時に、大打撃を受けた。綿花の価格は1818年に変動を始め、投機バブルが弾ける脅威となった。これらヨーロッパの展開に対応して、一般的な貸付収縮が提示された。
1818年8月、ウィリアム・ジョーンズは第二合衆国銀行の貸付額が危険なほど拡大していたので、支店に対して財務省に対する歳入支払に使われるものを除き、州認証銀行券の受け取りを全て拒否するよう命令した。1818年10月、財務省は第二合衆国銀行の正金200万米ドルを、ルイジアナ買収のための債務償還のために移すことを要求した。
西部と南部の州立銀行は要求された正金を供給できず、既に貸し付けていた担保の大きい土地について貸し金の返済を要求し始めた。現金に乏しい農夫や投機家はその土地価格が50%も75%も下がっていることがわかった。銀行は土地の取付を始め、それを債権者である第二合衆国銀行に移転した。
1819年1月、綿花の価格が1日に25%も低下するという報せが届き、それに続く恐慌が国内を不況に陥れた。ウィリアム・ジョーンズは合衆国銀行総裁を辞任し、後任はサウスカロライナ州民ラングドン・チーブスとなった。

### 恐慌に対する第二合衆国銀行の対応
ウィリアム・ジョーンズが始めた限定的削減政策は、その後継者サウスカロライナ州選出の元アメリカ合衆国下院議員ラングドン・チーブスによって、活発に適用された。その推薦者の中にはジェームズ・モンロー大統領、支配人のスティーブン・ジラード、ニコラス・ビドルがおり、銀行の指導力を望んだ株主は金融的に保守であり、政府の影響が無いことを望んだ。
チーブスが実行した緊縮金融政策は財政的危機に対応する基本的なものだが、不況を深刻化させ、既に進行中だった回復を阻害した。公有地負債救済法を通じてチーブスは銀行の土地負債を総裁に就任してから1年間で600万米ドル減少させた。正金の流出もかなりの程度に改善され、1819年の250万米ドルが1820年には340万米ドルまで回復した。1821年にはさらに800万米ドルまでも増加した。波及効果として銀行券の流通量は1816年から1820年の4年間で約2,300万米ドル減少した。
チーブスはこれら「断固たる手段」を採用し、1819年初期には銀行を健全な状態に戻した。この銀行戦争における第二合衆国銀行の批判者は、「銀行は救われ、大衆は破滅した」と主張している。

### 恐慌における第二合衆国銀行の責任
ジョーンズとチーブスが行った第二合衆国銀行の無能な管理にも拘わらず、1819年恐慌やその後では原因となる機関にはならなかった。恐慌と不景気に至った歴史の過程は、ヨーロッパ市場の変動、数多い民間銀行からの連邦規制に対する妨害、貸付の拡大と土地ブームを可能にした新しい金融メカニズムに対して貸し手や借り手の間に広がっていた不案内など銀行の統制力を超えたものだった。
銀行の役割は、金融市場の不安定さを自動的に抑えるような抑制手段の1つであるが、このような好況・不況の波を妨げるものではない。歴史家のジョージ・デンジャーフィールドは「もし第二合衆国銀行が始めから賢明に管理していたとしても、恐慌を避けられたのではなく、その影響を修正できただけであろう」と記した。

## 恐慌への反応
モンロー大統領はこの経済危機を当時主流だった狭い貨幣価値で解釈し、政府の行動を節約と金融安定度の確保に制限した。預託機関である銀行への正金支払いを中断することに同意し、それが1837年恐慌や1857年恐慌の前例となった。モンローは交通手段の改良が必要なことには同意したが、憲法の修正が無ければ内国改良に予算を割り当てることを拒否した。
1821年、アメリカ合衆国議会は公有地債務者救済法を成立させた。この法は、政府から購入した土地について負債を負う者に、既に支払った分の土地保有と残りの土地の放棄を認めた。さらに支払期間を数年間延ばし、支払が早まれば減額した。ニューイングランド諸州を除き、国の大半はこの方法を強く支持した。特に西部の田園州など多くの州議会では債務者に対する更なる救済手段を実施した。
恐慌に対する別の対応として、主に州のレベルでの財政拡大があった。テネシー州、ケンタッキー州、イリノイ州では、州立銀行が正金支払いを中断し、大量の非兌換紙幣を発行した。しかし、他の大半の州はインフレ政策を避け、正金支払いを強制した。各州ではそれぞれの政策について活発な議論があった。財務長官ウィリアム・クロウフォードは将来の金融危機を防止する手段として銀行貸し付けの制限を提唱した。銀行の規制は主に州の責任であると見なされ、幾つかの州は恐慌の後に、銀行は正金に兌換する能力を補償するために一定比率の資本を維持するような規制を成立させた。
1819年恐慌の別の影響は、アメリカ工業界にとっての保護関税支持を強めたことだった。フィラデルフィアの印刷社マシュー・キャリーのような保護主義者は自由貿易が不況の原因であると非難し、関税がアメリカの繁栄を守ると論じた。概して、関税に対する支持は大西洋岸中部諸州で強く、輸出に大きく頼る南部州では反対された。

## 長期的な影響
この恐慌は債務者救済政策や貧者救済に初めて注意を向けさせるものになった。都市や州の政府は、貧者を取り巻く問題を改革する公的政策についてさらに実効あるものに取り組むようになった。クラス分けの体系、すなわち健常者と障害者、短期と長期などが創設された。貧窮の問題を解決するための大衆の関心は公共教育体系に向けられることになった。
保護関税に対する大衆の支持はさらに強くなった。しかし、1828年に「嫌悪すべき関税」が実行されると、地域で挙がった不満が無効化の危機に繋がっていった。この危機は「民主的行動に対する重要な前例」と見られている。
今日の経済史学者の多くが、1819年恐慌がアメリカ合衆国にとって近代の景気循環に入る入口になったということでは、合意している。

## 経済学の解釈
様々な経済学派が1819年恐慌の解釈を行っている。
オーストリア学派経済学者は、1819年恐慌から起こった全国的不況を、インフレ金融政策の最初の失敗と見ている。この解釈は景気循環に関するオーストリア理論に基づいている。アメリカ合衆国政府は米英戦争で大きな借金をこしらえ、銀行の正金保有高にとてつもない歪みを生じさせ、1814年および1819年から1821年の不況期に再度正金支払いを中断させ、預託機関の契約上の権利を侵害させた。兌換義務の停止は、新銀行設立と銀行券発行の拡大を大きく加速させ、このインフレが維持できそうになり投資がおこることを奨励した。金融の状況が脅威を受けていることが間もなく明らかになり、第二合衆国銀行はその拡大の停止と、契約に関する痛みを伴う処理の要求を余儀なくされた。倒産、銀行の破綻、銀行への取付騒動の波が押し寄せ、物価は下がり、都市部労働者の大幅な解雇が始まった。1819年までにアメリカ合衆国の土地は総計350万エーカー (14,000 km2) に達しており、多くのアメリカ人は負債を払うだけの金を持っていなかった。
ケインズ経済学に固執する経済学者は、1819年恐慌が、近代経済全てに共通する好況・不況循環を、アメリカが初めて経験したものと考えている。ウィリアム・アンド・メアリー大学経済学教授クライド・ホールマンは、この恐慌が第二合衆国銀行の貸付回収という判断によって一部が起こされたと論じている。不況と過剰投機の問題と組み合わされ、恐慌はアメリカ経済史の新たな局面を始めさせ、成熟した市場が好況から不況と循環を繰り返すようになったとしている。

## 関連図書
- Cayton, Andrew R. L. (1982). “The Fragmentation of 'A Great Family': The Panic of 1819 and the Rise of the Middling Interest in Boston, 1818-1822”. Journal of the Early Republic (Journal of the Early Republic, Vol. 2, No. 2) 2 (2):  143–167. doi:10.2307/3122690. JSTOR 3122690.
- Blackson, Robert M. (1989). “Pennsylvania Banks and the Panic of 1819: A Reinterpretation”. Journal of the Early Republic (Journal of the Early Republic, Vol. 9, No. 3) 9 (3):  335–358. doi:10.2307/3123593. JSTOR 3123593.
- Rothbard, Murray (1962). The Panic of 1819. Ams Pr Inc. ISBN 0-404-51605-X
- Sobel, Robert (1988). Panic on Wall Street: A Classic History of America's Financial Disasters. New York: Dutton. ISBN 0-525-48404-3